# Баєрит
Баєрит — мінерал, тригідрат алюмінію.

## Загальний опис
Формула: Al(OH)3. Названий на честь австрійського хіміка 19-го століття Карла Баєра.
Утворює тонкодисперсні агрегати. Кристали пластинчасті, таблитчасті. Часто зустрічаються суміші з гідраргілітом і діаспором.
Зустрічається в угорських бокситах, в осадових породах басейну р. Хартрум (Ізраїль), а також у Подніпров'ї (Україна).